# Onciale 0204
- Papyrus
- Onciale
- Minuscules
- Lectionnaire

Le Codex 0204, portant le numéro de référence 0204 (Gregory-Aland), est un manuscrit du Nouveau Testament sur parchemin écrit en écriture grecque et copte onciale.

## Description
Le codex se compose d'un folio écrit en deux colonnes, de 26 lignes par colonne. Les dimensions du manuscrit sont  de 25 x 21 cm,. Les paléographes datent ce manuscrit du VIIe siècle.
C'est un manuscrit contenant le texte incomplet de l'Évangile selon Matthieu (24,39-42.44-48). 
Le texte du codex représenté type alexandrin. Kurt Aland le classe en Catégorie II.
Le manuscrit a été examiné par Walter Ewing Crum (1905) et K. A. Worp (1980).

### Lieu de conservation
Il est conservé à la British Library (Gr. 4923 (2)) à Londres,.